# Xian de Nanbu
Le xian de Nanbu (南部县 ; pinyin : Nánbù Xiàn) est un district administratif de la province du Sichuan en Chine. Il est placé sous la juridiction de la ville-préfecture de Nanchong.

## Démographie
La population du district était de 1 292 108 habitants en 1999.